# Charlotte Wahlström
Charlotte Constance Wahlström née le 17 novembre 1849 à Svärta et morte le 22 février 1924 à Stockholm est une artiste peintre suédoise.

## Biographie
Charlotte Wahlström est née le 17 novembre 1849 à Svärta. Elle est la fille du brasseur Anders Wahlström et de Carolina Setterberg. En 1878, elle intègre l’Académie royale des arts de Suède à Stockholm et reçoit une médaille royale pour sa peinture de paysage en 1883. Elle parcourt ensuite l’Europe pour étudier à Paris, en Allemagne, en Belgique et en Hollande. Elle présente régulièrement ses œuvres à Stockholm, ainsi qu'au Danemark et en Allemagne.
En 1889, Charlotte Wahlström rejoint pour une courte période la colonie d'artistes de Barbizon. En 1904, ses peintures sont récompensées d’une médaille de bronze lors de l'Exposition universelle de Saint-Louis aux États-Unis. En 1911, elle est lauréate d’un prix remis par le magazine suédois Idun.
Entre 1885 et 1887, Wahlström participe aux expositions collectives de l’Académie royale des arts de Suède et de la Société d'art public des artistes suédois. En 1893, elle est exposée au palais des Beaux-Arts lors de l’Exposition universelle de Chicago.
La peinture de Charlotte Wahlström se concentre sur les paysages de la Suède et notamment ceux des comtés de Värmland et Dalarna. Elle utilise des colorants naturels issus de plantes tinctoriales,.
Charlotte Wahlström meurt le 22 février 1924 à Stockholm. Une partie de ses œuvres est conservée dans la collection du Nationalmuseum de Stockholm. Ses toiles sont également présentées au Moderna Museet Malmö (en), au Jamtli (en) d'Östersund, au musée des beaux-arts de Göteborg et du comté d’Örebro,.

## Galerie

Œuvres non localisées attribuées à Charlotte Wahlström
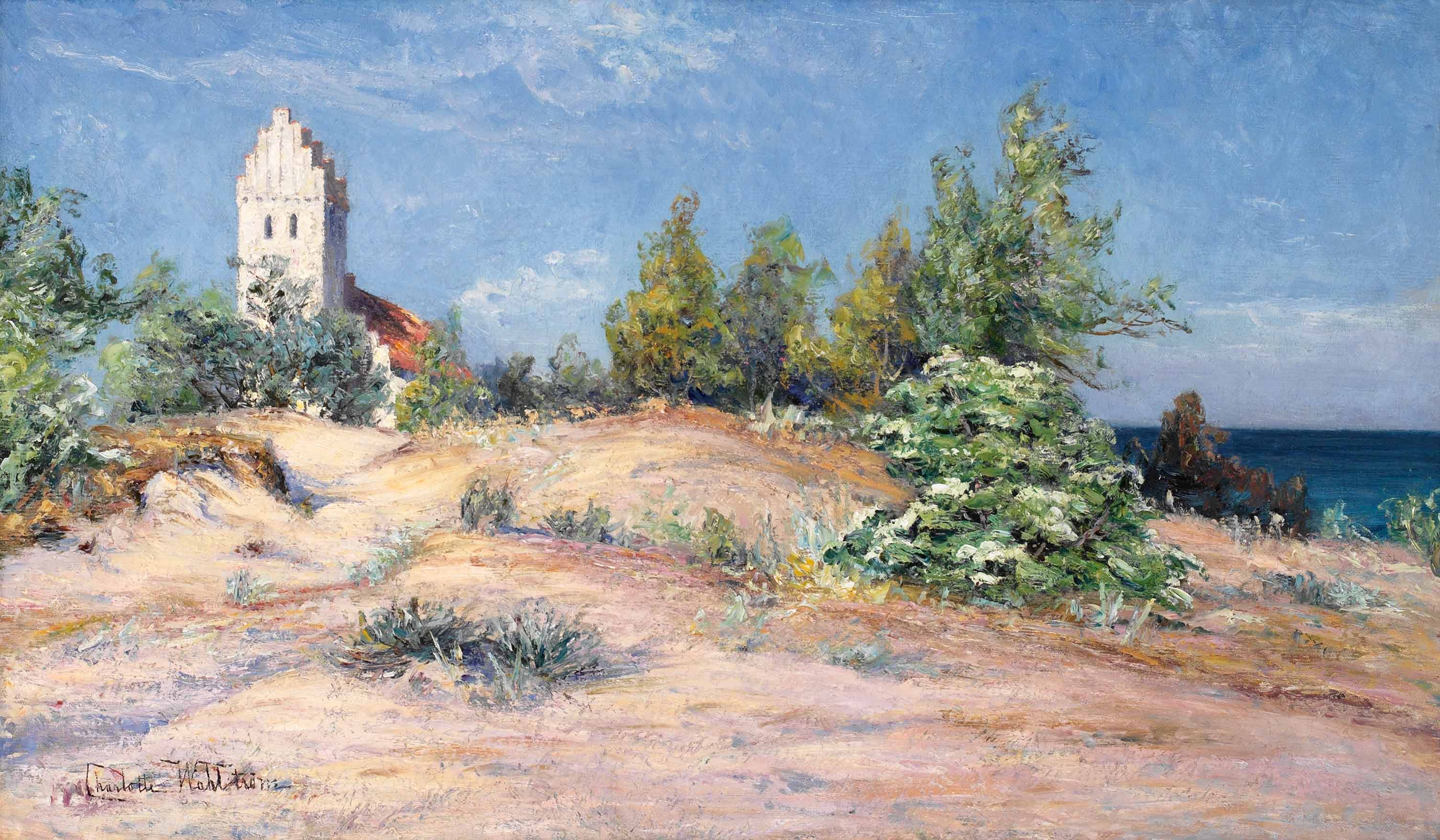
Matinée d'été, Falsterbo, huile sur toile.
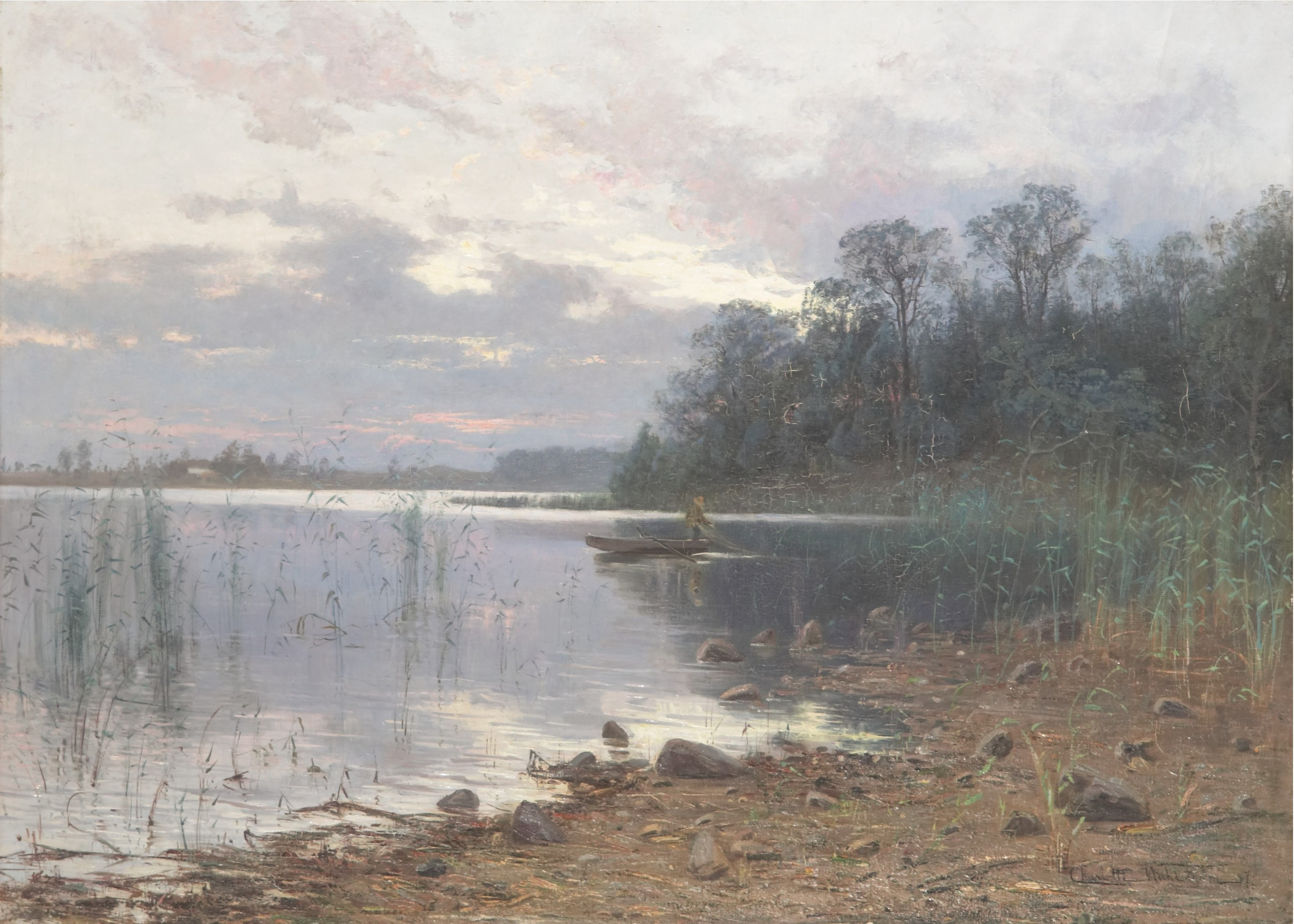
Paysage lacustre au crépuscule (1887), huile sur toile,.